# Patagon
Patagon – lokalna nazwa bardzo zimnych podmuchów zachodniego wiatru, wiejącego w południowej części Chile i przynoszącego obfite opady, głównie śniegu, na zachodnim skłonie Andów Patagońskich.